# Huarmey (provincie)
| Huarmey                                                | Huarmey                                 |
| ------------------------------------------------------ | --------------------------------------- |
| Păsări marine în Puerto Huarmey, Huarmey               |                                         |
| Harta localizării provinciei în cadrul regiunii Ancash |                                         |
| Informații generale                                    |                                         |
| Nume nativ                                             | Provincia de Huarmey                    |
| Țară                                                   | Peru                                    |
| Regiune                                                | Ancash                                  |
| Fondare                                                | 20 decembrie 1984                       |
| Primar                                                 | José Milton Benites Pantoja (2011-2014) |
| - Capitală                                             | Huarmey                                 |
| - Suprafață totală                                     | 3900,42 km2                             |
| - Districte                                            | 5                                       |
| Populație                                              |                                         |
| An recensământ                                         | 2007                                    |
| - Totală                                               | 27 820                                  |
| - Densitate                                            | 7,13/km2                                |
| Fus orar                                               | UTC-5                                   |
| Sit web                                                | http://www.munihuarmey.gob.pe/          |
| UBIGEO                                                 | 0211                                    |
| Modifică text                                          |                                         |

Huarmey este una dintre cele douăzeci de provincii din regiunea Ancash din Peru. Capitala este orașul Huarmey. Se învecinează cu provinciile Casma, Huaraz, Aija, Recuay și Bolognesi.
Este localizată la aproximativ patru ore de mers cu autobuzul din capitala statului, Lima, iar printre principalele activități economice practicate aici se numără agricultura, pescuitul și exploatarea minerală.

## Diviziune teritorială
Provincia este divizată în cinci districte (spaniolă: distritos, singular: distrito):
- Huarmey
- Cochapeti
- Culebras
- Huayan
- Malvas

## Turism

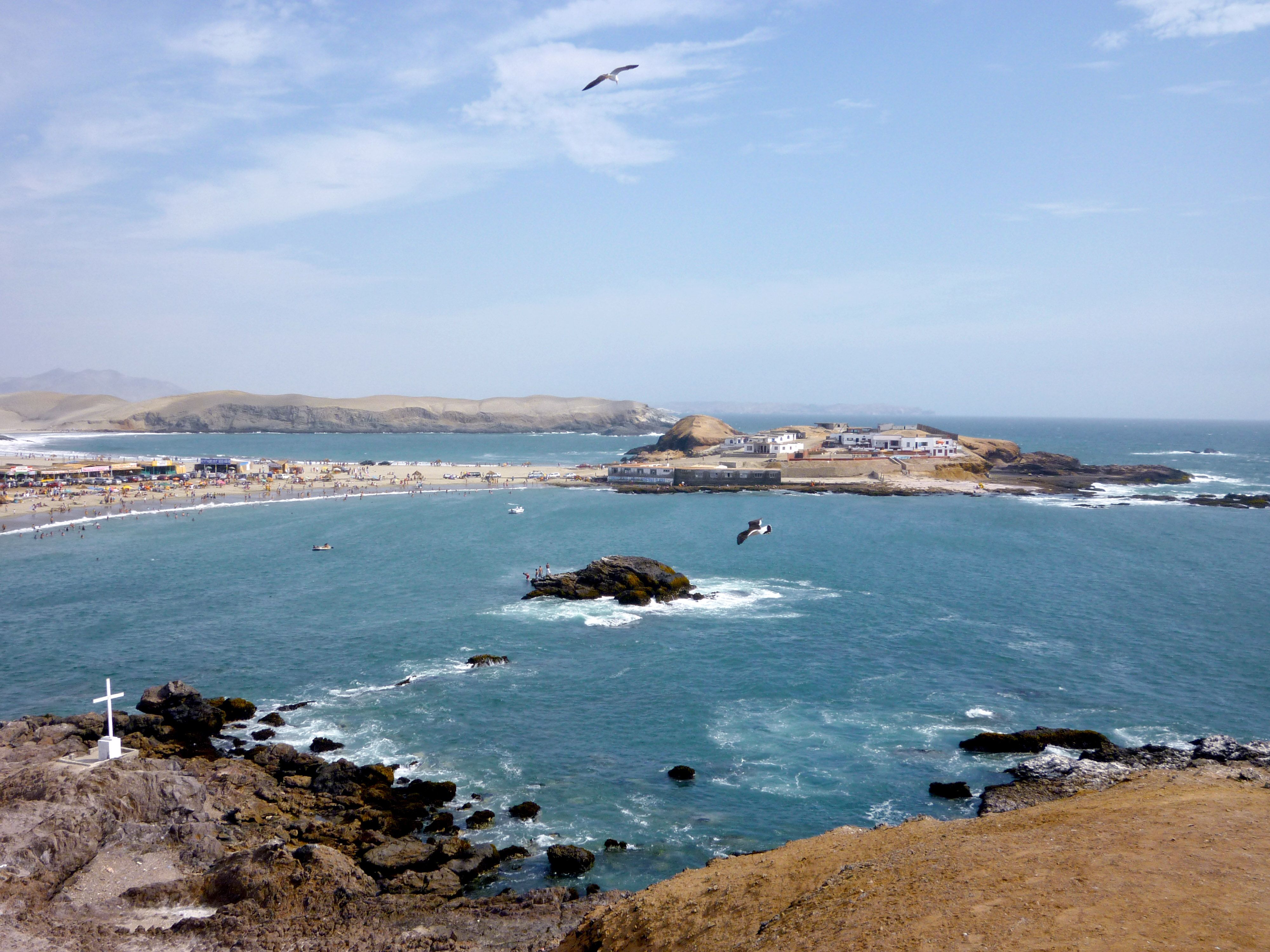
Centrul balnear Tuquillo

În această provincie, turismul este relativ dezvoltat. Aici se găsesc o sumedenie de plaje și de situri arheologice, fiind promovate petrecerile și mâncarea tradițională.
Un loc important în zonă este centrul balneare din Huarmey denumit Tuquillo, localizat la 6 kilometri nord de centrul orașului. Tot la nord se găsesc și câteva plaje.